# 2426 Simonov
2426 Simonov este un asteroid din centura principală, descoperit pe 26 mai 1976 de Nikolai Cernîh.